# Mairi
Mairi is een gemeente in de Braziliaanse deelstaat Bahia. De gemeente telt 19.700 inwoners (schatting 2009).